# 三星Galaxy Camera

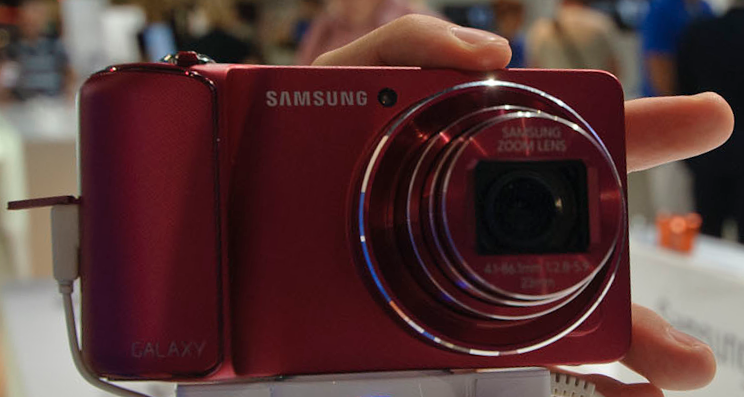
Galaxy Camera 红色版本

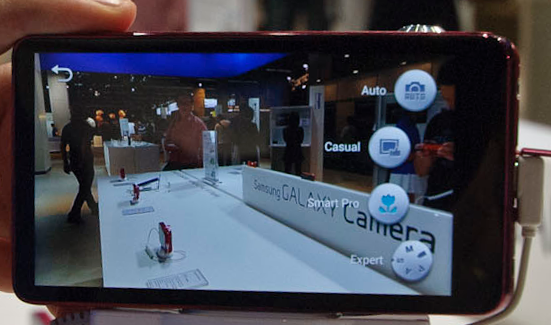
Galaxy Camera 屏幕

Samsung Galaxy Camera是一个傻瓜相机，是一个基于Android的移动设备。Galaxy Camera在2012年8月宣布的口号是“相机。重生。”（英語：Camera. Reborn.），但当时没有提及的价格或出货日期。
该相机采用16万像素的CMOS传感器和21倍的光学变焦镜头，以及Wi-Fi和3G连接，一个GPS接收器，可以在照片上标记地理位置。相机附带的软件可以存储，组织，编辑和在线共享图像和视频。与其他Android设备一样，其他软件可以从Google Play等商店下载。

## 市场营销
三星为了促进Galaxy Camera销售，他们在其YouTube频道上发布一个病毒营销的视频，由詹姆斯·弗朗科展示Galaxy Camera的功能特色。

## 可用性
在2012年10月，美国的无线服务提供商AT&T宣布，将通过其零售网点开始促进Galaxy Camera销售。

## 其它規格
| 作業系統 | Android 4.1（Jelly Bean），可升级到4.1.2（Jelly Bean）; TouchWiz UI |
| 系統晶片 | Exynos 4412                                                         |
| CPU      | 四核1.4 GHz Cortex-A9                                               |
| GPU      | Mali-400MP4 @ 440 MHz ; 17.6 GFLOPS                                 |
| 記憶體   | 1 GB                                                                |
| 儲存空間 | 4 GB                                                                |